# College Series
Die College Series ist eine deutschlandweite Hochschulmeisterschaft im Mixed Fastpitch Softball. Gespielt wird nach den Regeln der World Baseball Softball Confederation (WBSC). Die besten Teams eines Jahres nehmen im Folgejahr an der Mixed Softball Champions League teil.

## Geschichte
Die erste College Series fand im Juni 1992 in Paderborn mit Teilnehmern aus Aachen, Berlin, Bielefeld, Karlsruhe, Münster und Paderborn in Form eines Einzelturniers statt; Sieger waren die Karlsruhe S-Cargos. Die erste nach heutigem Muster ausgetragene College Series folgte 1994 mit Endrunde in Karlsruhe, gewonnen von den Paderborn Padres. Seitdem wird die College Series, bis auf die Ausnahme in den Jahren 2020 und 2021, jährlich ausgetragen.

## Teilnehmer
im Jahr 2023:
- Aachen Aixplosives
- Bielefeld Beavers
- Braunschweig Scouts
- Darmstadt Dragons
- Düsseldorf Dead Sox
- Freiburg Warthogs
- Gießen Gremlins
- Karlsruhe S-Cargos
- Mainz Sputniks
- Munich Krasshoppers
- Münster Roadrunners
- Paderborn Padres
- Trier KamiKatzen
- Ubuntu Underdogs
- UCE Travellers („Universities of Cologne and Erlangen“)[4]

 Ehemalige Teilnehmer
- Bonn Bandits
- Cologne Admirals
- Cologne Titans
- Dortmund Dragons
- Erlangen XTerminators
- Hannover Bats
- Landau Lazy Bones
- Magdeburg Atlas
- Mannheim Unicorns
- Marburg Monsters
- Saarbrücken Magic
- Würzburg X-Rays

## Meister und Vizemeister
| Jahr      | Meister                                 | Vizemeister                             | Austragungsort                          |
| --------- | --------------------------------------- | --------------------------------------- | --------------------------------------- |
| 30 (2024) | Münster Roadrunners                     | Cologne Travellers                      | Trier                                   |
| 29 (2023) | Cologne Travellers                      | Aachen Aixplosives                      | Köln                                    |
| 28 (2022) | Cologne Travellers                      | Aachen Aixplosives                      | Werl                                    |
| 2021      | Ausfall aufgrund der Covid-19-Pandemie. | Ausfall aufgrund der Covid-19-Pandemie. | Ausfall aufgrund der Covid-19-Pandemie. |
| 2020      | Ausfall aufgrund der Covid-19-Pandemie. | Ausfall aufgrund der Covid-19-Pandemie. | Ausfall aufgrund der Covid-19-Pandemie. |
| 27 (2019) | Cologne Travellers                      | Landau Lazy Bones                       | Köln                                    |
| 26 (2018) | Cologne Travellers                      | Münster Roadrunners                     | Rheine                                  |
| 25 (2017) | Cologne Travellers                      | Landau Lazy Bones                       | Aachen                                  |
| 24 (2016) | Cologne Travellers                      | Aachen Aixplosives                      | Köln                                    |
| 23 (2015) | Cologne Travellers                      | Aachen Aixplosives                      | Düsseldorf                              |
| 22 (2014) | Aachen Aixplosives                      | Cologne Travellers                      | Darmstadt                               |
| 21 (2013) | Landau Lazy Bones                       | Aachen Aixplosives                      | Karlsruhe                               |
| 20 (2012) | Münster Roadrunners                     | Erlangen Travellers                     | Marburg                                 |
| 19 (2011) | Landau Lazy Bones                       | Düsseldorf Dead Sox                     | Bonn                                    |
| 18 (2010) | Erlangen XTerminators                   | Bonn Bandits                            | Bonn                                    |
| 17 (2009) | Münster Roadrunners                     | Düsseldorf Dead Sox                     | Geilenkirchen                           |
| 16 (2008) | Münster Roadrunners                     | Munich Krasshoppers                     | Münster                                 |
| 15 (2007) | Aachen Aixplosives                      | Münster Roadrunners                     | München                                 |
| 14 (2006) | Munich Krasshoppers                     | Aachen Aixplosives                      | Marburg                                 |
| 13 (2005) | Düsseldorf Dead Sox                     | Aachen Aixplosives                      | Marburg                                 |
| 12 (2004) | Aachen Aixplosives                      | Marburg Monsters                        | Aachen                                  |
| 11 (2003) | Düsseldorf Dead Sox                     | Karlsruhe S-Cargos                      | Bonn                                    |
| 10 (2002) | Karlsruhe S-Cargos                      | Düsseldorf Dead Sox                     | Gießen                                  |
| 9 (2001)  | Dortmund Dragons                        | Münster Roadrunners                     | Dortmund                                |
| 8 (2000)  | Karlsruhe S-Cargos                      | Dortmund Dragons                        | Mannheim                                |
| 7 (1999)  | Karlsruhe S-Cargos                      | Marburg Monsters                        | Karlsruhe                               |
| 6 (1998)  | Münster Roadrunners                     | Aachen Aixplosives                      | Münster                                 |
| 5 (1997)  | Münster Roadrunners                     | Karlsruhe S-Cargos                      | Münster                                 |
| 4 (1996)  | Paderborn Padres                        | Münster Roadrunners                     | Karlsruhe                               |
| 3 (1995)  | Düsseldorf Dead Sox                     | Aachen Aixplosives                      | Dortmund                                |
| 2 (1994)  | Paderborn Padres                        | Aachen Aixplosives                      | Karlsruhe                               |
| 1 (1992)  | Karlsruhe S-Cargos                      | ?                                       | Paderborn                               |